# Медаль имени Ф. П. Литке
Желая сохранить память о заслугах бывшего вице-председателя Ф. П. Литке перед Императорским Русским географическим обществом и географической наукой, ИРГО учредило медаль его имени 21 декабря 1873 (2 января 1874) года. Награда присуждалась с 1874 по 1930 год включительно.
«Медаль графа Фёдора Петровича Литке» предназначалась для поощрения трудов русских учёных по математической и физической географии вообще и иностранных — по физико-географическому изучению России. Она стала второй из высших наград ИРГО, после Константиновской медали.

## Награждённые
В разные годы медали удостоились:
- 1874 — Константин Степанович Старицкий;
- 1874 — Нил Львович Пущин;
- 1876 — Павел Павлович Кульберг.
- 1881 — Александр Густавович Эрнефельт и Михаил Николаевич Лебедев;
- 1885 — Певцов Михаил Васильевич;
- 1895 — Макаров, Степан Осипович;
- 1907 — Брейтфус Леонид Людвигович.
- 1910 — Бухтеев Афанасий Михайлович

## Источник
- История полувековой деятельности Императорского Русского географического общества, 1845—1895. — СПб., 1896 (Тип. В. Безобразова). — Ч. 2: Отдел IV. — 1896. — С. 472—979.